# Gabriella Tucci
Gabriella Tucci (* 4. August 1929 in Rom; † 9. oder 11. Juli 2020 ebenda) war eine italienische Opernsängerin (Sopran).

## Leben

### Anfänge
Gabriella Tucci studierte zunächst Gesang an der Accademia di Santa Cecilia in ihrer Heimatstadt Rom, bevor sie Schülerin des Gesangspädagogen Leonardo Fuloni wurde, den sie später auch heiratete. Ihr semi-professionelles Operndebüt gab sie 1951 am Teatro del Giglio in Lucca als Violetta in La Traviata. 1952 gewann sie den „Internationalen Gesangswettbewerb für neue Stimmen“ in Spoleto und gab anschließend am Teatro Sperimentale di Spoleto ihr professionelles Debüt als Opernsängerin mit der Rolle der Leonora in La forza del destino an der Seite von Beniamino Gigli.

### Karriere in Italien
Nach diesem künstlerischen Durchbruch begann Tuccis sehr erfolgreiche Karriere an den großen italienischen Opernhäusern, insbesondere an der Oper Rom und an der Mailänder Scala. 1953 sang sie neben Maria Callas die Glauce in Medea im Rahmen des Maggio Musicale in Florenz. 1959 debütierte sie als Mimì an der Mailänder Scala, wo sie dann 1959–60 als Micaëla, 1960 als Desdemona, 1961 als Madama Butterfly und als Alice Ford in Falstaff sowie 1965 als Aida und als Amelia in Simone Boccanegra zu sehen war. 1961 sang sie an der Mailänder Scala bei der italienischen Erstaufführung von Benjamin Brittens A Midsummer Night’s Dream die Helena. Beim Gastspiel der Mailänder Scala 1964 in Moskau sang sie die Liù in Turandot und die Troubadour-Leonore.
Tucci sang in Italien auch am Teatro Comunale di Bologna, am Teatro Massimo in Palermo, am Teatro Massimo Bellini in Catania, am Teatro La Fenice in Venedig, bei Aufführungen in den Caracalla-Thermen und mehrfach in der Arena di Verona (1959, 1961, 1963–1964, 1969).

### Internationale Karriere
1955 unternahm sie eine Gastspiel-Tournee nach Australien. 1959 gab sie am Londoner Adelphi Theatre mit der Rolle der Mimì ihr Debüt in Großbritannien. 1960 gastierte sie am Royal Opera House Covent Garden als Aida und als Tosca.
Sie trat in Europa an der Bayerischen Staatsoper (1960), an der Wiener Staatsoper (1962–63, in insgesamt elf Vorstellungen als Traviata, als Desdemona, als Aida, als Maddalena in Andrea Chénier und als Butterfly), am Opernhaus von Monte Carlo und in Oslo auf.
Ihr US-Debüt hatte sie 1959 als Maddalena in Andrea Chénier an der San Francisco Opera, wo sie auch als Donna Anna in Don Giovanni und als Desdemona zu hören war.
Im Oktober 1960 debütierte sie an der Metropolitan Opera in New York an der Seite von Carlo Bergonzi als Butterfly. Sie sang dort bis 1972 in 13 Spielzeiten in 259 Vorstellungen insgesamt zwanzig Partien, u. a. Aida, Mimì, Donna Elvira in Don Giovanni, Maddalena in Andrea Chénier, Desdemona, Amelia in Un ballo in maschera und in Simone Boccanegra, Tosca, Alice Ford, die beiden Verdi-„Leonoren“ und die Elisabeth in Don Carlos. Ihre letzte Vorstellung an der Metropolitan Opera war im Dezember 1972 die Marguerite in Faust neben John Macurdy als Méphistophélès. An der Metropolitan Opera hält sie mit insgesamt 11 Partien den Rekord als diejenige Sopranistin, die dort mit den meisten Hauptrollen in Verdi-Opern auftrat.
1966 sang sie in der Eröffnungsvorstellung der neuen Houston Grand Opera (Jones Hall) die Aida. In den Vereinigten Staaten sang sie außerdem in Chicago, Dallas, New Orleans und Philadelphia.
Sie gastierte außerdem am Teatro Colón in Buenos Aires, am Sydney Opera House, in Johannesburg und unternahm mehrfach Gastspielreisen in Länder des Fernen Ostens (Japan-Tourneen, 1959/1961).
Nach Beendigung ihrer Karriere war sie als Dozentin an der Indiana University in Bloomington tätig. Im Januar 2014 war sie Jury-Mitglied beim „Concurso Internacional de Canto Francisco Viñas“ in Barcelona. Tucci starb im Juli 2020 im Alter von 90 Jahren in ihrer Geburts- und Heimatstadt Rom.

## Stimme und Tondokumente
Gabriella Tucci sang auf der Bühne ein Repertoire von etwa 80 Hauptrollen, schwerpunktmäßig in den Opern von Verdi und Puccini. Zu ihren Bühnenpartien gehörten daneben auch die Elvira in I Puritani und die Elcia in Mosè in Egitto.
Tucci besaß eine „lyrisch-dramatische Stimme von großer Ausdruckskraft“ (Kutsch/Riemens). Kritiker beschrieben ihre Stimme als „groß und opulent“, mit Farbe und Wärme.
Tucci sang, da sie keinen Exklusivvertrag mit einer bestimmten Schallplattenfirma hatte, lediglich in zwei kommerziellen Operngesamtaufnahmen. 1959 nahm sie die Nedda in Pagliacci auf, an der Seite von Mario del Monaco. 1964 wurde bei EMI eine Studioaufnahme von Il trovatore (Dirigent: Thomas Schippers) veröffentlicht, in der sie als Leonore (mit Franco Corelli als Partner) zu hören ist. Es sind jedoch zahlreiche Live-Mitschnitte erhalten; außerdem wurden Video-Aufzeichnungen, in denen sie mitwirkt, veröffentlicht. Ein Forza-Mitschnitt aus der Metropolitan Opera vom Januar 1965, in dem Tucci an der Seite von Franco Corelli eine „leuchtende Leonora voller spinto-Qualitäten“ singt, einen „leidenschaftlichen Job macht“, „aber doch auch ein wenig hausbacken wirkt“, wurde bei dem Label Gala als CD veröffentlicht.